# 마하메가바하나 왕조
마하메가바하나(산스크리트어: महामेघवाहन, 기원전 2세기 또는 기원전 1세기 ~ 서기 4세기)는 마우리아 제국이 쇠퇴한 이후 칼링가를 지배하던 고대 왕조였다. 기원전 1세기에 체디라슈트라의 왕인 마하메가바하나는 칼링가와 코살라를 정복했다. 마하메가바하나 왕조의 세 번째 왕인 카라벨라의 치세 동안 닥쉬나 코살라는 왕국의 필수적인 부분이 되었다. 그는 자이나교를 믿었지만 다른 종교를 탄압하지는 않았다. 카라벨라는 하티굼타 비문을 통해 알려져 있다.
닥쉬나 코살라는 2세기 초반에 사타바하나의 가우타미푸트라 사타카르니에 의해 나중에 정복되었고 2세기 후반까지 그들의 소유로 남아 있었다. 서기 2세기와 3세기에 메가스 또는 메가바하나가 다시 등장하여 남코살라에 대한 종주권을 되찾았다. 사무드라굽타는 닥쉬나파타 원정 중 아마도 메가 왕조에 속하는 코살라의 마헨드라를 물리쳤으며, 그 결과 서기 4세기의 닥쉬나 코살라는 굽타 제국의 일부가 되었다.
군타팔리의 비문에서 아마라바티 지역을 통치한 사다 왕조는 자신을 마하메가바하나가에 속하는 칼링가 마히사카국의 마하라자로 설명한다.

## 군주 목록
하티굼파 비문은 다음 통치자를 설명한다. 비문에서는 마하메가바하나와 카라벨라 사이의 관계 또는 그들 사이의 왕의 수를 직접 언급하지 않았으며, 인드라지는 다음과 같은 가상의 가계도를 만들기 위해 비문을 해석했다.
|  |  |                            |                            |                            |                            |                            |                            |                        |  |  |  |  |  | 랄라카                 |                        |                        |                        |                        |                        |  |  |  |  |  |  |  |  |  |  |  |  |  |  |
|  |  |                            |                            |                            |                            |                            |                            |                        |  |  |  |  |  |                        |                        |                        |                        |                        |                        |  |  |  |  |  |  |  |  |  |  |  |  |  |  |
|  |  | 키마라자(크셰마라자)       | 키마라자(크셰마라자)       | 키마라자(크셰마라자)       | 키마라자(크셰마라자)       | 키마라자(크셰마라자)       | 키마라자(크셰마라자)       |                        |  |  |  |  |  | 불명                   | 불명                   | 불명                   | 불명                   | 불명                   | 불명                   |  |  |  |  |  |  |  |  |  |  |  |  |  |  |
|  |  | 키마라자(크셰마라자)       | 키마라자(크셰마라자)       | 키마라자(크셰마라자)       | 키마라자(크셰마라자)       | 키마라자(크셰마라자)       | 키마라자(크셰마라자)       |                        |  |  |  |  |  | 불명                   | 불명                   | 불명                   | 불명                   | 불명                   | 불명                   |  |  |  |  |  |  |  |  |  |  |  |  |  |  |
|  |  | 부다라자(브리다라자)       | 부다라자(브리다라자)       | 부다라자(브리다라자)       | 부다라자(브리다라자)       | 부다라자(브리다라자)       | 부다라자(브리다라자)       |                        |  |  |  |  |  | 하스티사하(하스티심하) | 하스티사하(하스티심하) | 하스티사하(하스티심하) | 하스티사하(하스티심하) | 하스티사하(하스티심하) | 하스티사하(하스티심하) |  |  |  |  |  |  |  |  |  |  |  |  |  |  |
|  |  | 부다라자(브리다라자)       | 부다라자(브리다라자)       | 부다라자(브리다라자)       | 부다라자(브리다라자)       | 부다라자(브리다라자)       | 부다라자(브리다라자)       |                        |  |  |  |  |  | 하스티사하(하스티심하) | 하스티사하(하스티심하) | 하스티사하(하스티심하) | 하스티사하(하스티심하) | 하스티사하(하스티심하) | 하스티사하(하스티심하) |  |  |  |  |  |  |  |  |  |  |  |  |  |  |
|  |  | 카라벨라(비쿠, 비쿠슈라자) | 카라벨라(비쿠, 비쿠슈라자) | 카라벨라(비쿠, 비쿠슈라자) | 카라벨라(비쿠, 비쿠슈라자) | 카라벨라(비쿠, 비쿠슈라자) | 카라벨라(비쿠, 비쿠슈라자) |                        |  |  |  |  |  | 딸                     | 딸                     | 딸                     | 딸                     | 딸                     | 딸                     |  |  |  |  |  |  |  |  |  |  |  |  |  |  |
|  |  | 카라벨라(비쿠, 비쿠슈라자) | 카라벨라(비쿠, 비쿠슈라자) | 카라벨라(비쿠, 비쿠슈라자) | 카라벨라(비쿠, 비쿠슈라자) | 카라벨라(비쿠, 비쿠슈라자) | 카라벨라(비쿠, 비쿠슈라자) |                        |  |  |  |  |  | 딸                     | 딸                     | 딸                     | 딸                     | 딸                     | 딸                     |  |  |  |  |  |  |  |  |  |  |  |  |  |  |
|  |  |                            |                            |                            |                            |                            |                            |                        |  |  |  |  |  |                        |                        |                        |                        |                        |                        |  |  |  |  |  |  |  |  |  |  |  |  |  |  |
|  |  |                            |                            |                            |                            |                            |                            | 바크라데바(쿠데파시리) |  |  |  |  |  |                        |                        |                        |                        |                        |                        |  |  |  |  |  |  |  |  |  |  |  |  |  |  |
|  |  |                            |                            |                            |                            |                            |                            |                        |  |  |  |  |  |                        |                        |                        |                        |                        |                        |  |  |  |  |  |  |  |  |  |  |  |  |  |  |
|  |  |                            |                            |                            |                            |                            |                            | 바두카                 |  |  |  |  |  |                        |                        |                        |                        |                        |                        |  |  |  |  |  |  |  |  |  |  |  |  |  |  |

## 건축물
우다야기리 및 칸다기리 석굴은 마하메가바하나 왕조 작업의 가장 두드러진 예시이다. 이 석굴은 카라벨라 왕의 치세인 기원전 2세기에 지어졌다. 우다야기리는 "일출 언덕"을 의미하며 18개의 석굴이 있는 반면 칸다기리("깨진 언덕"을 의미)에는 15개의 석굴이 있다. 하티굼파 석굴("코끼리굴")에는 기원전 2세기 인도 칼링가의 왕 라자 카라벨라가 쓴 하티굼파 비문이 있다. 하티굼파 비문은 자이나교 나모카르 만트라로 시작하는 깊은 브라흐미 문자로 새겨진 17줄로 구성되어 있다. 우다야기리에서 하티굼파(동굴 14)와 가네샤굼파(동굴 10)는 조각품과 부조의 예술적 보물과 역사적 중요성으로 인해 특히 잘 알려져 있다. 라니 카 나우르(여왕의 궁전 석굴, 석굴 1) 또한 광범위하게 조각된 석굴이며 조각 프리즈로 정교하게 장식되어 있다. 칸다기리는 정상에서 부바네스와르의 멋진 전망을 제공한다. 아난타 석굴(석굴 3)은 여성, 코끼리, 운동선수, 꽃을 나르는 거위의 조각상을 묘사한다.

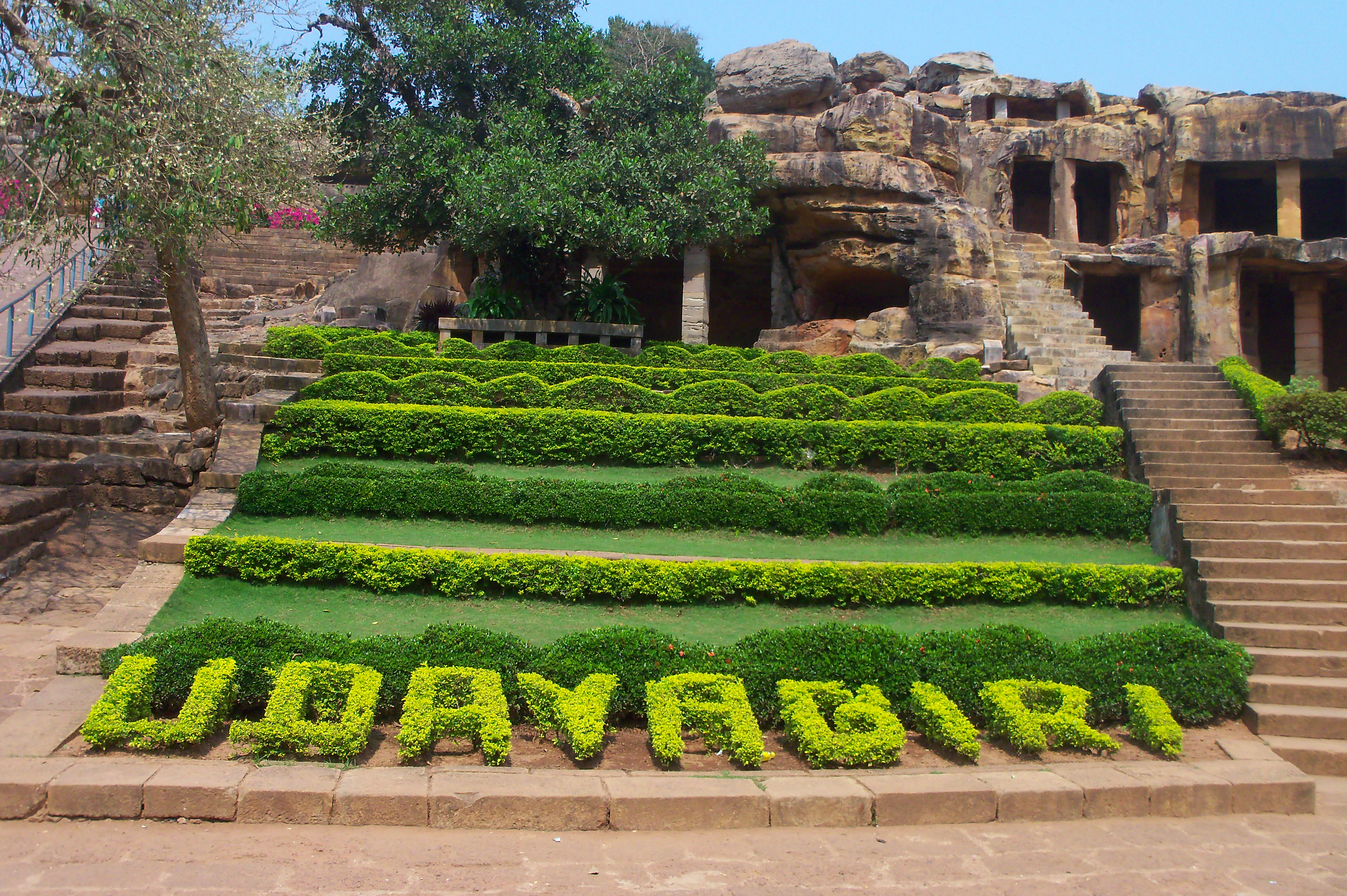
우다야기리
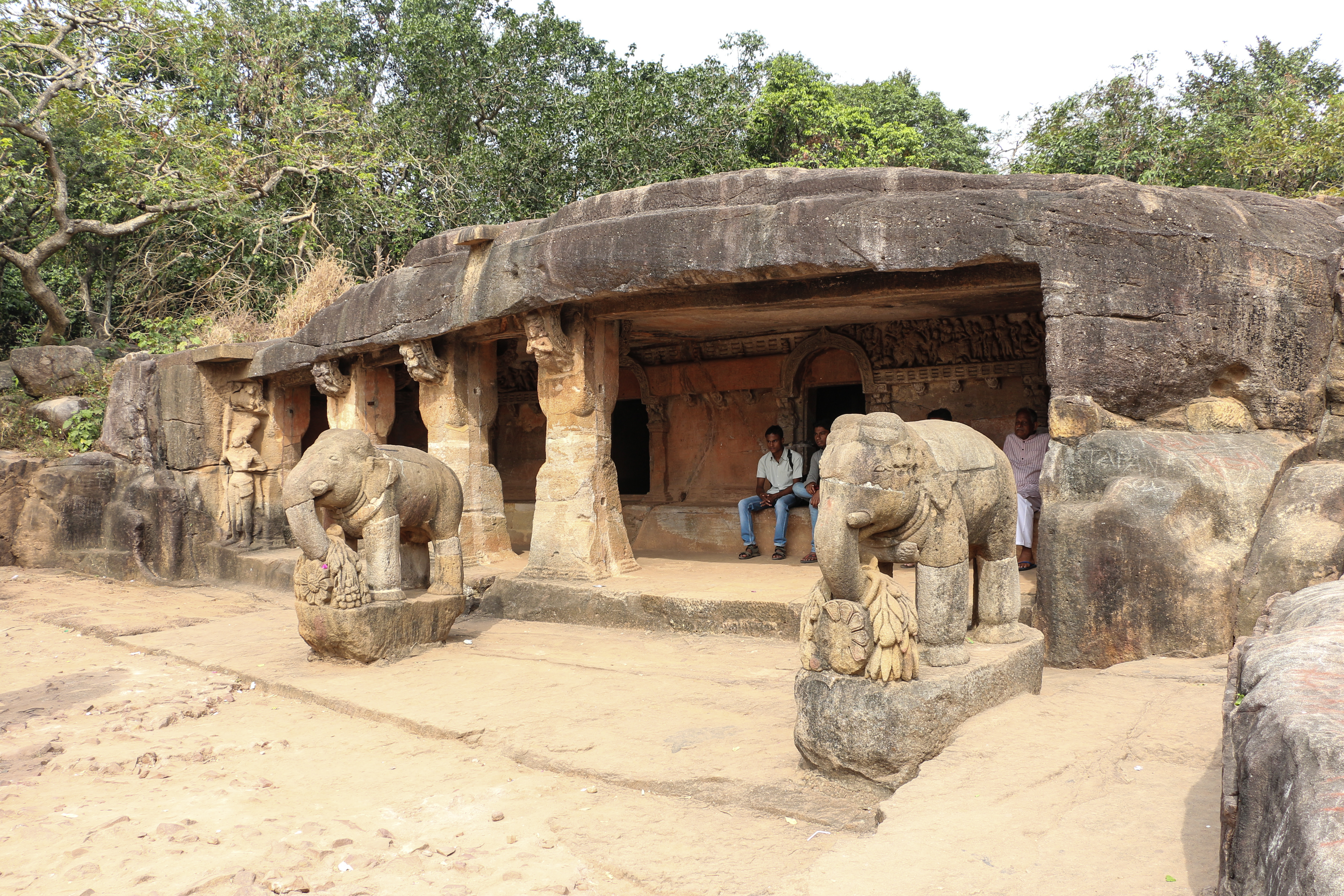
가네샤 굼파(10번 석굴), 우다야기리
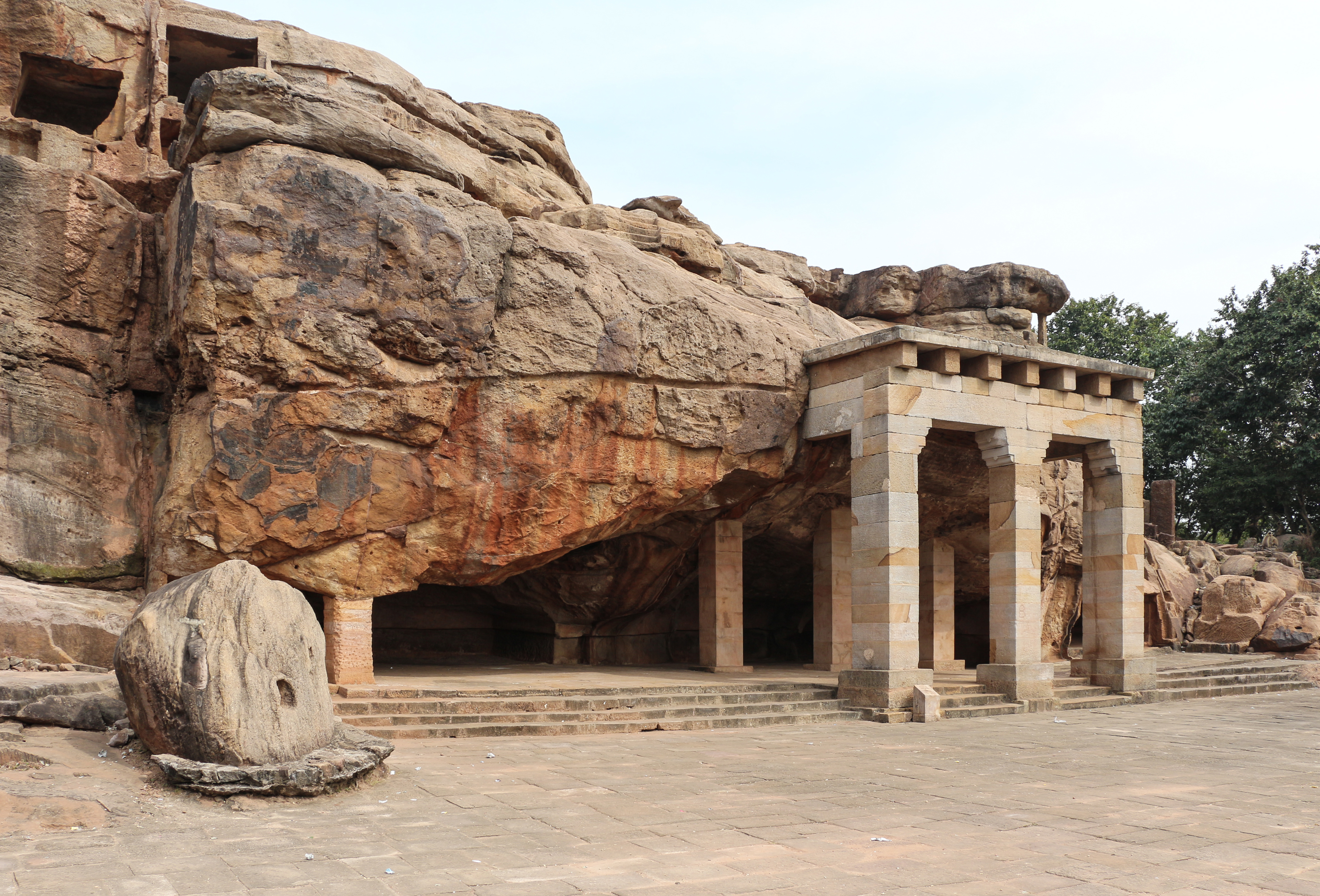
하티 굼파(14번 석굴), 우다야기리
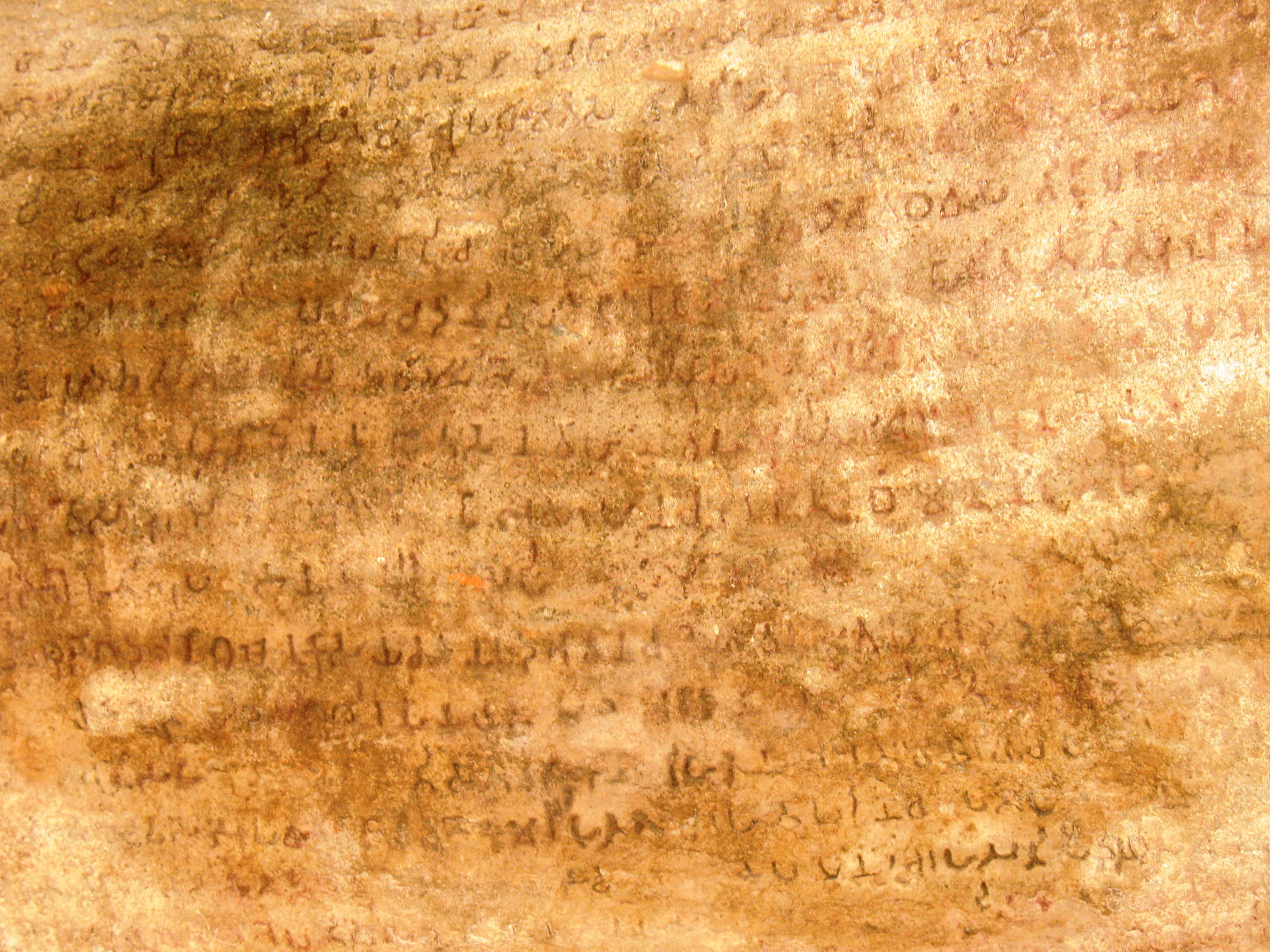
하티굼파 비문
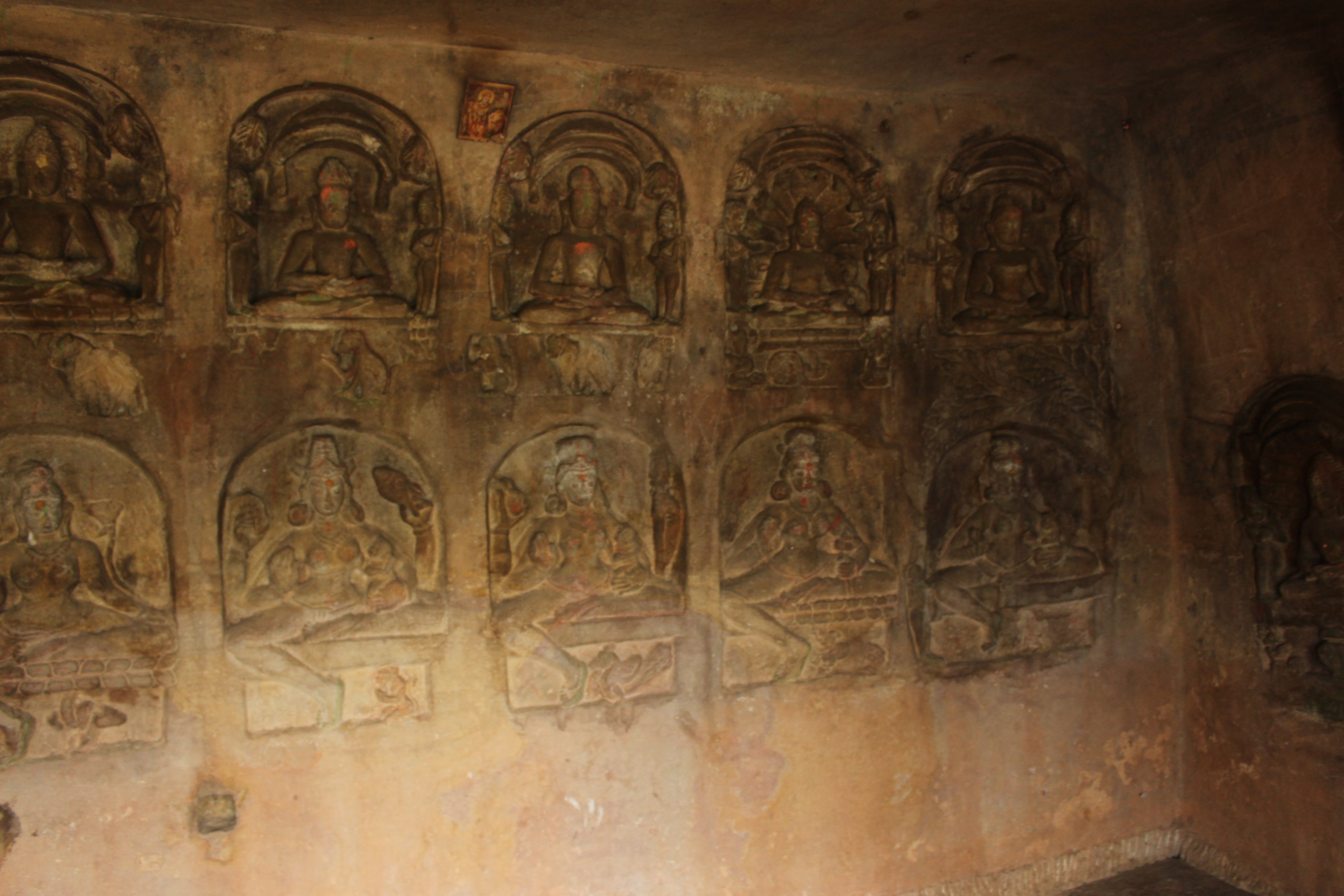
나바무니 굼파 내부의 티르타나카라스 및 여신 조각
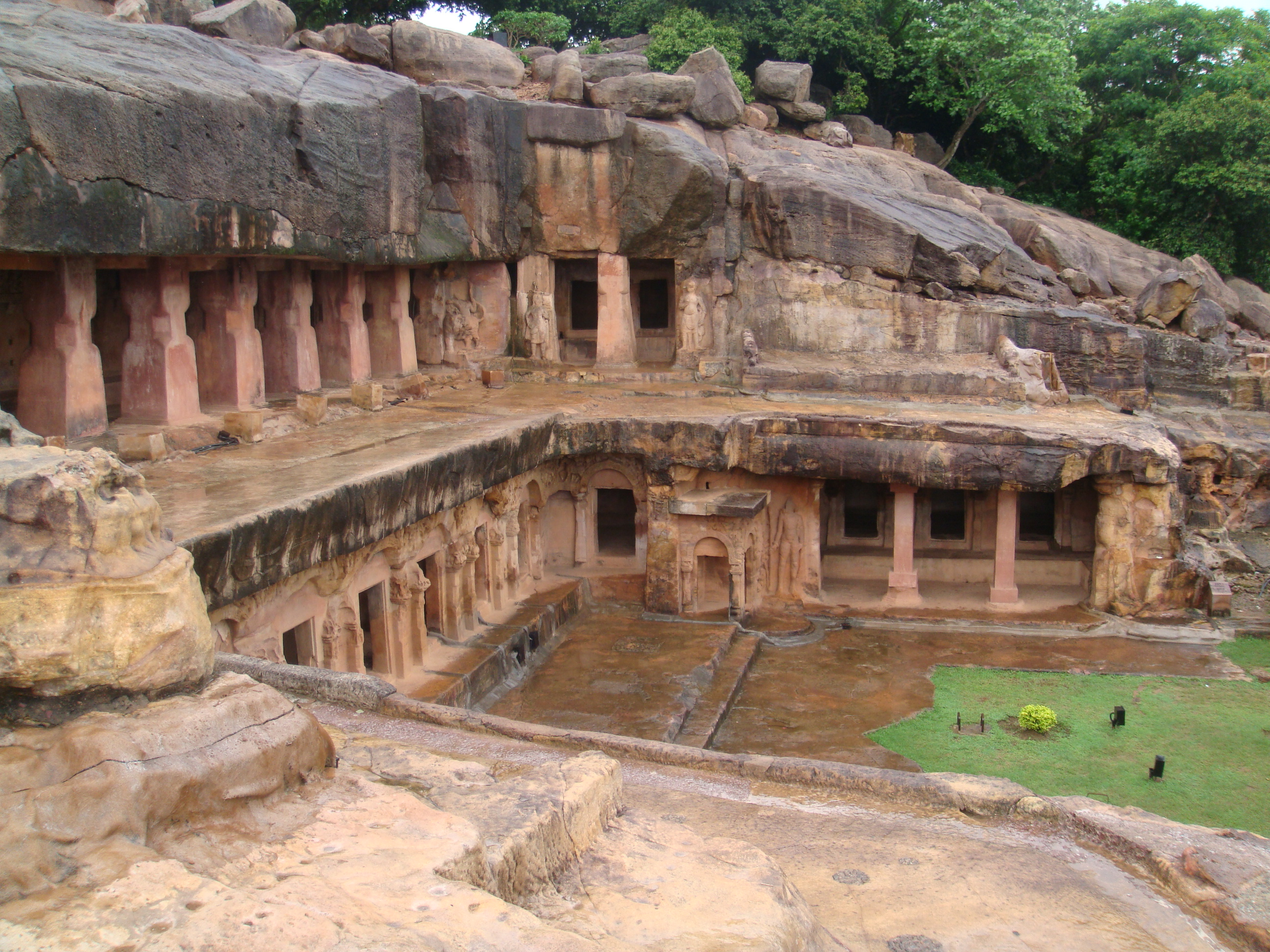
우다이기리 석굴
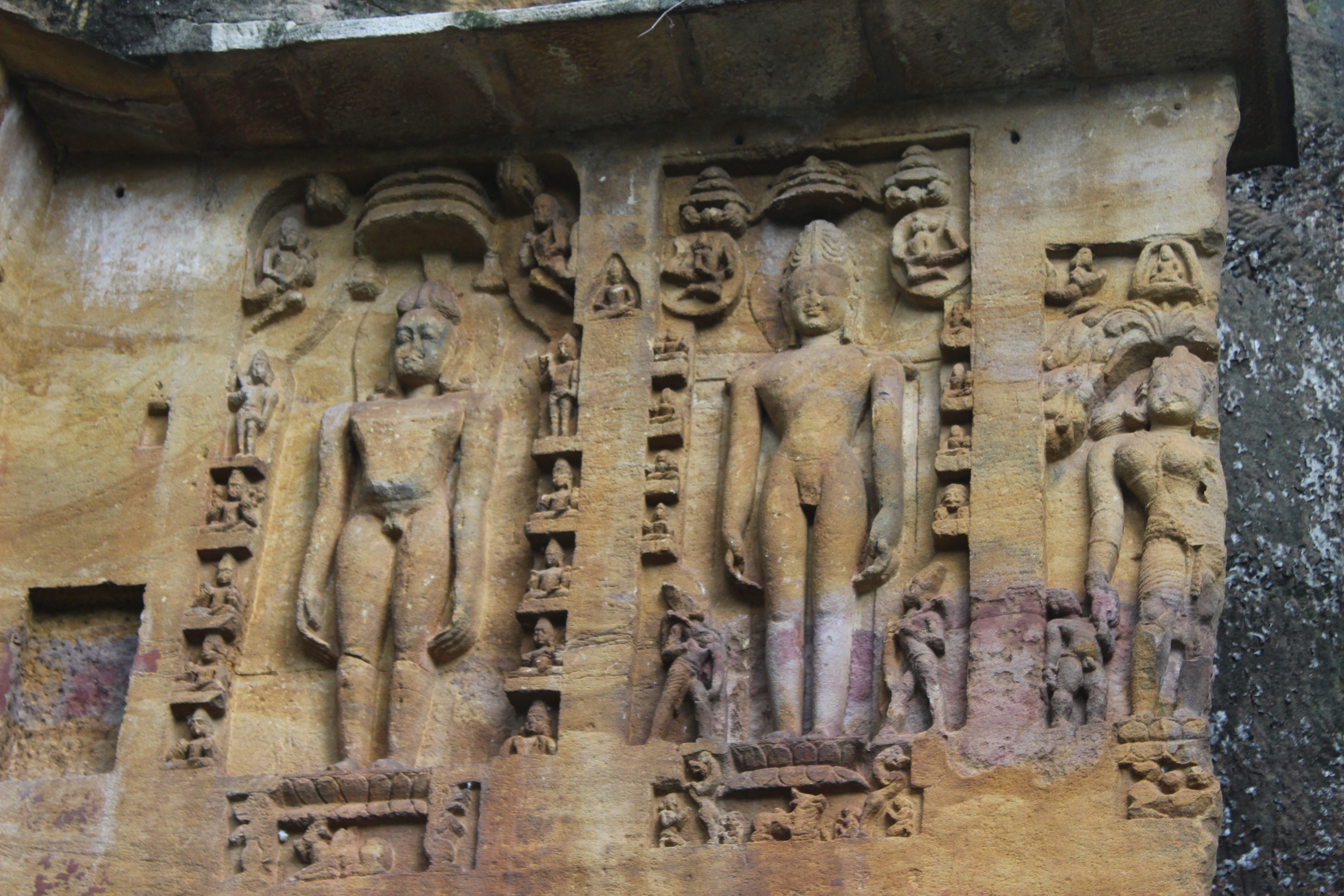
자이나교 티르타나카르 조각
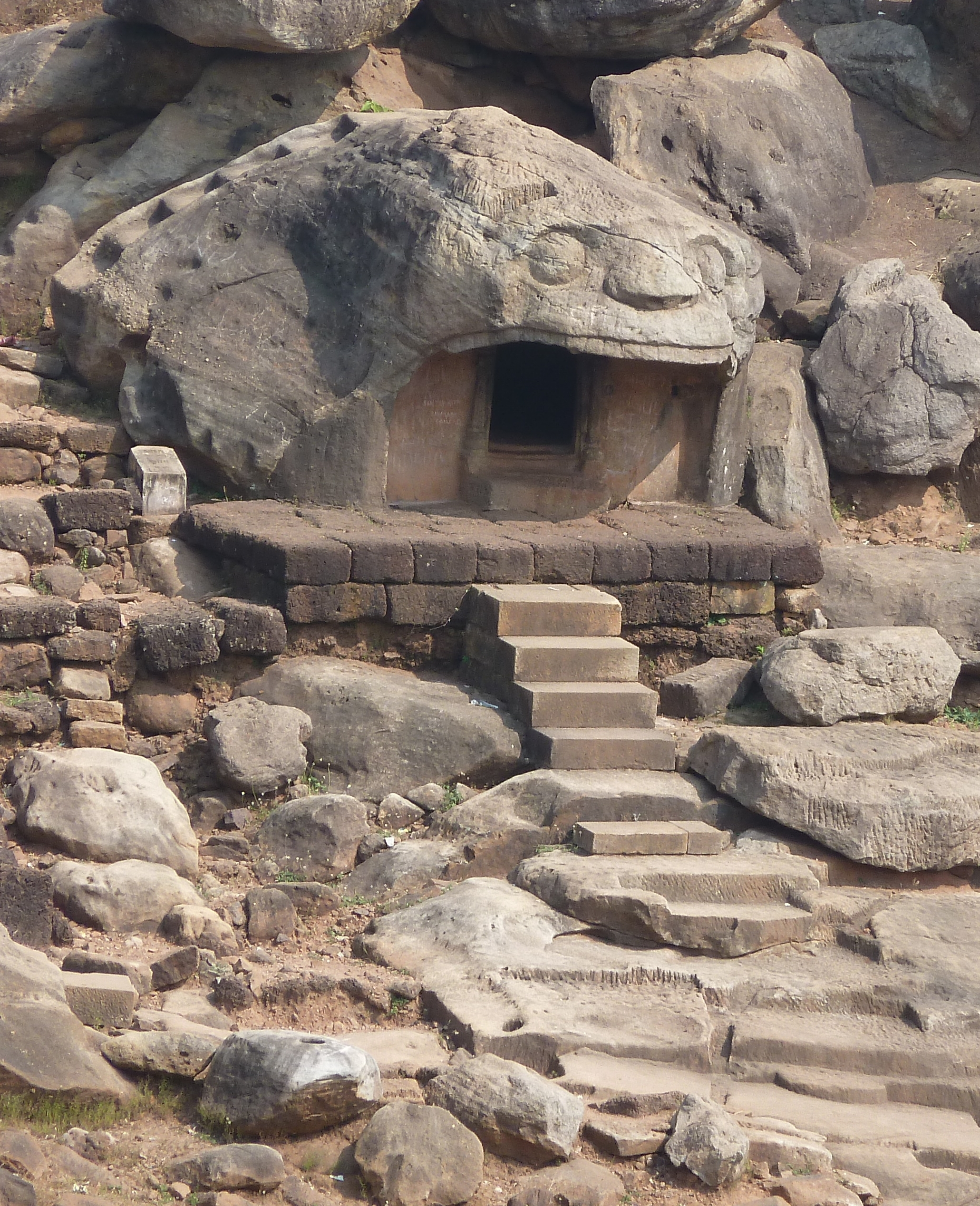
사르파 굼파(13번 석굴), 우다야기리